# Oxystophyllum
Oxystophyllum là một chi thực vật có hoa trong họ Lan.
Các loài trong chi Oxystophyllum nhìn chung thể hiện tính biểu sinh. Thực vật thuộc chi này có độ cao đa dạng từ thấp đến cao, sinh sống trong rừng nhiệt đới và mọc thành cụm nhỏ. Lá nhọn, dẹt, nhiều thịt và xếp chồng lên nhau ở gốc. Chi này có liên quan chặt chẽ với chi Aporum, Rhopalanthe và Strongyle.
Theo Danh sách kiểm tra thực vật một lá mầm của Vườn thực vật Hoàng gia Kew, các loài trong phần này đã được nâng lên cấp bậc Chung, Oxystophyllum. Chi Oxystophyllum được  thuộc Phân chi Dendrobium, Xerobium, có thân cứng, khô và rất mảnh. Hoa mọc trên các cụm hoa ngắn, mỗi lần nở chỉ có một hoa. Những bông hoa thường có kích thước nhỏ. Một hình chiếu nhỏ bên dưới đỉnh môi giúp phân biệt chúng với các chi gần khác.